# LittleBigPlanet (computerspelserie)
LittleBigPlanet is een reeks van platformspellen bedacht door Media Molecule en uitgegeven door Sony Computer Entertainment voor meerdere PlayStation-platforms.

## Spellen
Spellen in de serie richten zich op het creëren van onder meer levels, voorwerpen en personages. Spelers kunnen vervolgens hun creaties delen. De gameplay bestaat uit het doorlopen van de levels met verschillende personages en gebruik te maken van de power-ups. Men kan vijanden verslaan, zijmissies voltooien en objecten verzamelen.
Ontwikkelstudio's die hebben bijgedragen aan de ontwikkeling van de spellen zijn Media Molecule, SCE Cambridge Studio, Tarsier Studios, Double Eleven, XDev, United Front Games, San Diego Studio, Firesprite en Sumo Digital.

## Spelserie
De spelserie bestaat uit vier hoofdspellen voor vijf platforms.
- LittleBigPlanet (2008)
- Sackboy's Prehistoric Moves (2010, spin-off)
- LittleBigPlanet 2 (2011)
- LittleBigPlanet Karting (2012, spin-off)
- LittleBigPlanet 3 (2014)
- Sackboy: A Big Adventure (2020)

## Ontvangst
Spellen in de serie zijn positief ontvangen in recensies. Men was vooral het meest positief over het eerste spel in de reeks, dat een Metacritic-score heeft van 95%.